# كيم يي وون (ممثلة مواليد 1989)
كيم يي وون (بالكورية: 예원)‏ هي ممثلة ومغنية ومسلية كورية جنوبية. ولدت يوم 5 ديسمبر 1989 في سونغام في كوريا الجنوبية.

## روابط خارجية
- كيم يي وون (ممثلة مواليد 1989) على موقع IMDb (الإنجليزية)
- كيم يي وون (ممثلة مواليد 1989) على موقع ميوزك برينز (الإنجليزية)